# Fusigobius aureus
Fusigobius aureus är en fiskart som beskrevs av Chen och Shao, 1997. Fusigobius aureus ingår i släktet Fusigobius och familjen smörbultsfiskar. Inga underarter finns listade i Catalogue of Life.